# Acronicta degener
Acronicta degener là một loài bướm đêm trong họ Noctuidae.